# Raghwan (huyện)
Huyện Raghwan là một huyện thuộc tỉnh Ma'rib, Yemen. Đến thời điểm năm 2003, huyện này có dân số 4391 người